# Szumłaj
Szumłaj (ukr. Шумлай) – przystanek kolejowy w miejscowości Chmilnycia, w rejonie czernihowskim, w obwodzie czernihowskim, na Ukrainie. Położony jest na linii Homel – Czernihów.